# Виктория (Донецкая область)
Виктория (укр. Вікторія) — посёлок, входящий в Шахтёрский городской совет Донецкой области Украины. Находится под контролем самопровозглашённой Донецкой Народной Республики.

## География

#### Соседние населённые пункты по странам света
С: Заречное, Чумаки
СЗ: Кищенко, Винницкое
СВ: Заречное, Контарное
З: Дорофеенко
ЮЗ, Ю, ЮВ:  город Шахтёрск
В: —

## Население
Население по переписи 2001 года составляло 401 человека.

## Общая информация
Телефонный код — 6255. Код КОАТУУ — 1415390001.

## Местный совет
86200, Донецкая обл., г. Шахтерск, ул.Ленина, 4, тел. 4-21-17